# Société française de gravure
La Société française de gravure est une société savante française fondée en 1868 par Émile Galichon. La société est dissoute en 1901,. L'Académie des beaux-arts décerne par la suite le prix de la Société française de gravure.

## Présidents
| Portrait                                                          | Identité                                    | Période | Période | Durée |
| Portrait                                                          | Identité                                    | Début   | Fin     | Durée |
| ----------------------------------------------------------------- | ------------------------------------------- | ------- | ------- | ----- |
| Henriquel-Dupont photographié par Étienne Carjat, vers 1865-1870. | Louis-Pierre Henriquel-Dupont (1797 - 1892) |         | 1892    |       |